# (26744) 2001 HF43
2001 إتش أف 43 (ويعرف أيضًا باسم (26744) 2001 إتش أف 43 وفق تسمية الكوكب الصغير) (بالإنجليزية: 2001 HF43)‏؛ هو كويكب ضمن حزام الكويكبات.
اكتُشف هذا الجُرم الفلكي بواسطة مرصد لويل للبحث عن الأجرام القريبة من الأرض في 16 أبريل 2001، وترتيبه 26744 من حيث الاكتشاف.

## الوصف
اكتُشف 267442001HF في 16 أبريل 2001 في مرصد محطة أندرسون ميسا، الواقع في مقاطعة كوكونينو، أريزونا في الولايات المتحدة، بواسطة مشروع مرصد لويل للبحث عن الأجرام القريبة من الأرض (بالإنجليزية: Lowell Observatory Near-Earth-Object Search)‏ LONEOS. وقد رصد المشروع 1,052 مشاهدة للكويكب إلى غاية 9 يوليو 2021 بتوقيت منطقة المحيط الهادئ، أي في مدة قدرها 10,334 يومًا (28.3 عام). تستغرق الفترة المدارية للكويكب 1,280 يومًا (3.5 عام).

## الخصائص المدارية
يتميز مدار هذا الكويكب بنصف محور رئيسي يبلغ 2.31 وحدة فلكية، وحضيض قدره 1.94 وحدة فلكية، وانحراف قدره 0.158 وزاوية ميلان 4.96 درجة بالنسبة لمسار الشمس. بسبب هذه الخصائص، أي نصف المحور الرئيسي بين 2 و3.2 وحدة فلكية وحضيض أكبر من 1,666 وحدة فلكية، يُصنف هذا الجُرم الفلكي وفقًا لقاعدة بيانات مختبر الدفع النفاث لأجرام النظام الشمسي الصغيرة كائنًا من حزام الكويكبات الرئيسي.

## وصلات خارجية
- (26744) 2001 HF43 في قاعدة بيانات مختبر الدفع النفاث لأجرام النظام الشمسي الصغيرة

- الاكتشاف · مخطط المدار ·  العناصر المدارية · المعلمات المادية

- (26744) 2001 HF43 على موقع ويكي سكاي: DSS2, SDSS, GALEX, IRAS, Hydrogen α, X-Ray, Astrophoto, Sky Map, Articles and images